# Герсевановское
Герсевановское (укр. Герсеванівське) — село, 
Лозовский городской совет, 
Харьковская область.
Код КОАТУУ — 6311090001. Население по переписи 2001 года составляет 81 (35/46 м/ж) человек.

## Географическое положение
Село Герсевановское находится на расстоянии в 2 км от города Лозовая. На расстоянии в 4 км расположено Бритайское водохранилище.
К селу примыкает 61 арсенал южного оперативного командования ВСУ в/ч А0829 .

## История
- 1927 — дата основания.